# Alessandra Martines
Alessandra Martines (ur. 19 września 1963 w Rzymie) – włosko-francuska aktorka i tancerka. W Polsce znana głównie jako odtwórczyni tytułowej roli w telewizyjnej serii filmów o księżniczce Fantaghirò.

## Życiorys

### Wczesne lata
Urodzona w Rzymie, w wieku pięciu lat wyjechała z rodziną do Francji. Od zawsze interesował ją taniec i muzyka. Stąd jako nastolatka uczęszczała do Conservatoire Nationale Supérieur de Musique et de Danse w Paryżu. Spotkanie z George'em Balanchinem – kierownikiem New York City Ballet – zadecydowało o jej przyszłości.

### Kariera
W 1972 występowała jako baletnica w Zürich Opera House w Zurychu. Później wyjechała z Balanchinem do USA, gdzie występowała w balecie w Chicago. Tańczyła także w Teatrze Opery w Rzymie, gdzie wcielała się w znane role, takie jak Carmen czy Fedra. Pracowała tam m.in. z Rolandem Petitem.
W 1985 roku rozpoczęła współpracę z RAI. Prowadziła teleturniej Pronto, chi gioca?, a rok potem zyskała dużą popularność z Saturday Night w programie Rai 1 Fantastico 7 (1986) i Europa Europa. Po występie w sitcomie RAI Cinema, che follia! (1988), została zaangażowana przez węgierskiego reżysera Sándora Pála do roli Marty w muzycznym dramacie wojennym Miss Arizona (1998) z udziałem Marcella Mastroianniego i Hanny Schygulli. Następnie występowała we włoskich produkcjach filmowych, m.in. Sindbad: Legenda siedmiu mórz (Sinbad of the Seven Seas, 1989) u boku Lou Ferrigno. Odniosła ogromny sukces także za granicą jako tytułowa księżniczka w telewizyjnym filmie fantasy Lamberta Bavy Fantaghiro – Jaskinia złotej róży (Fantaghirò, 1991) i jego sequelach: Fantaghiro 2 (Fantaghirò 2, 1992), Fantaghiro 3 – Klątwa czarnoksiężnika (Fantaghirò 3, 1993), Fantaghiro 4 (1994) i  Fantaghiro 5 (Fantaghirò 5, 1996) z Kimem Rossim Stuartem, Ursulą Andress, Nicholasem Rogersem i Brigitte Nielsen.
Po powrocie do Francji Claude Lelouch zaproponował jej pracę przy produkcji reklamy dla Perfume Patou oraz swoich filmach: Tout ça… pour ça ! (1993) z Francisem Husterem, Fabrice’em Luchinim, Jacques’em Gamblinem i Vincentem Lindonem, Nędznicy (Les Misérables, 1995) u boku Jeana-Paula Belmonda, Jeana Marais’go, Philippe’a Léotarda, Didiera Barbeliviena i Annie Girardot, Mężczyźni, kobiety: instrukcja obsługi (Hommes, femmes, mode d'emploi, 1996) z Fabrice’em Luchinim, Anouk Aimée, Pierre’em Arditim, Bernardem Tapiem i Patrickiem Bruelem, Jedna za wszystkie (Une pour toutes, 1998), Une pour toutes (1999) z Jeanem-Pierre’em Marielle’em i Anne Parillaud, A teraz... Panie i Panowie (And now... Ladies and Gentlemen, 2002) z Jeremym Ironsem, Patricią Kaas, Claudią Cardinale i Thierrym Lhermitte’em oraz Paryżanki (Les Parisiens, 2004) z Maïwenn, Massimem Ranierim, Guillaume’em Cramoisanem i Xavierem Delukiem.

### Życie prywatne
W 1995 roku wyszła za mąż za starszego o 26 lat reżysera Claude’a Leloucha. 10 października 1998 urodziła się ich córka Stella. Jednak na początku roku 2009 doszło do rozwodu. W 2008 roku związała się z młodszym o 19 lat aktorem Cyrilem Descoursem, z którym ma syna Hugo (ur. 26 października 2012).

## Wybrana filmografia
- 1988: Cinema, che follia! (serial TV) jako Antonello Falqui
- 1988: Miss Arizona jako Marta
- 1989: Sindbad: Legenda siedmiu mórz (Sinbad of the Seven Seas) jako Alina
- 1991: Fantaghiro – Jaskinia złotej róży (Fantaghirò, TV) jako Fantaghirò
- 1992: Fantaghiro 2 (Fantaghirò 2, TV) jako Fantaghirò
- 1993: Fantaghiro 3 – Klątwa czarnoksiężnika (Fantaghirò 3, TV) jako Fantaghirò
- 1994: Fantaghiro 4 (TV) jako Fantaghirò
- 1995: Nędznicy (Les Misérables) jako Elise Ziman
- 1996: Mężczyźni, kobiety: instrukcja obsługi (Hommes, femmes, mode d'emploi) jako Doktor Nitez
- 1996: Fantaghiro 5 (Fantaghirò 5, TV) jako Fantaghirò
- 1998: Przypadki i zbiegi okoliczności (Chance or Coincidence) jako Miriam Lini
- 1999: Jedna za wszystkie (Une pour toutes) jako Maxime
- 2002: Amnèsia jako Virginie
- 2002: A teraz... Panie i Panowie (And now... Ladies and Gentlemen) jako Françoise
- 2002: Piano Bar jako Françoise
- 2004: Paryżanki (Les Parisiens) jako Alessandra Martines
- 2004: Don Bosco (TV) jako Marchesa Barolo
- 2005: Odwaga miłości (Le courage d'aimer) jako Alessandra
- 2005: Edda jako Edda Ciano
- 2008: Już mnie nie kochaj (Deux jours ŕ tuer) jako Marion Dange
- 2009: Morderczy rój jako Clémentine
- 2011: Komisarz Rex (Il commissario Rex) jako Malice Bonomi
- 2011: Bernadetta. Cud w Lourdes (Je m'appelle Bernadette) jako Louise Soubirous